# Malo-les-Bains
Malo-les-Bains (flamsko Malo aan zee) je občina in letovišče v nekdanjem  francoskem departmaju Nord regije Hauts-de-France. Leta 2007 je naselje imelo 15.223 prebivalcev.

## Geografija
Kraj leži v pokrajini Flandriji ob Severnem morju, od 1970 mestna četrt Dunkerquea.

## Zgodovina
Kraj, ustanovljen v letu 1891, se imenuje po ladjarju in poslancu Dunkerquea Gaspardu Maloju (1804-1884). Letovišče je znano po dolgi peščeni plaži "La Reine des Plages du Nord", koder so se med operacijo Dinamo konec maja in v začetku junija 1940 vkrcali na ladje umikajoči se britansko-francosko-belgijski vojaki.

## Zanimivosti
- mestna hiša,
- cerkev Notre-Dame du Sacré-Coeur,
- spomenik zavezniškim silam na plaži "Malo beach".